# Kula łańcuchowa

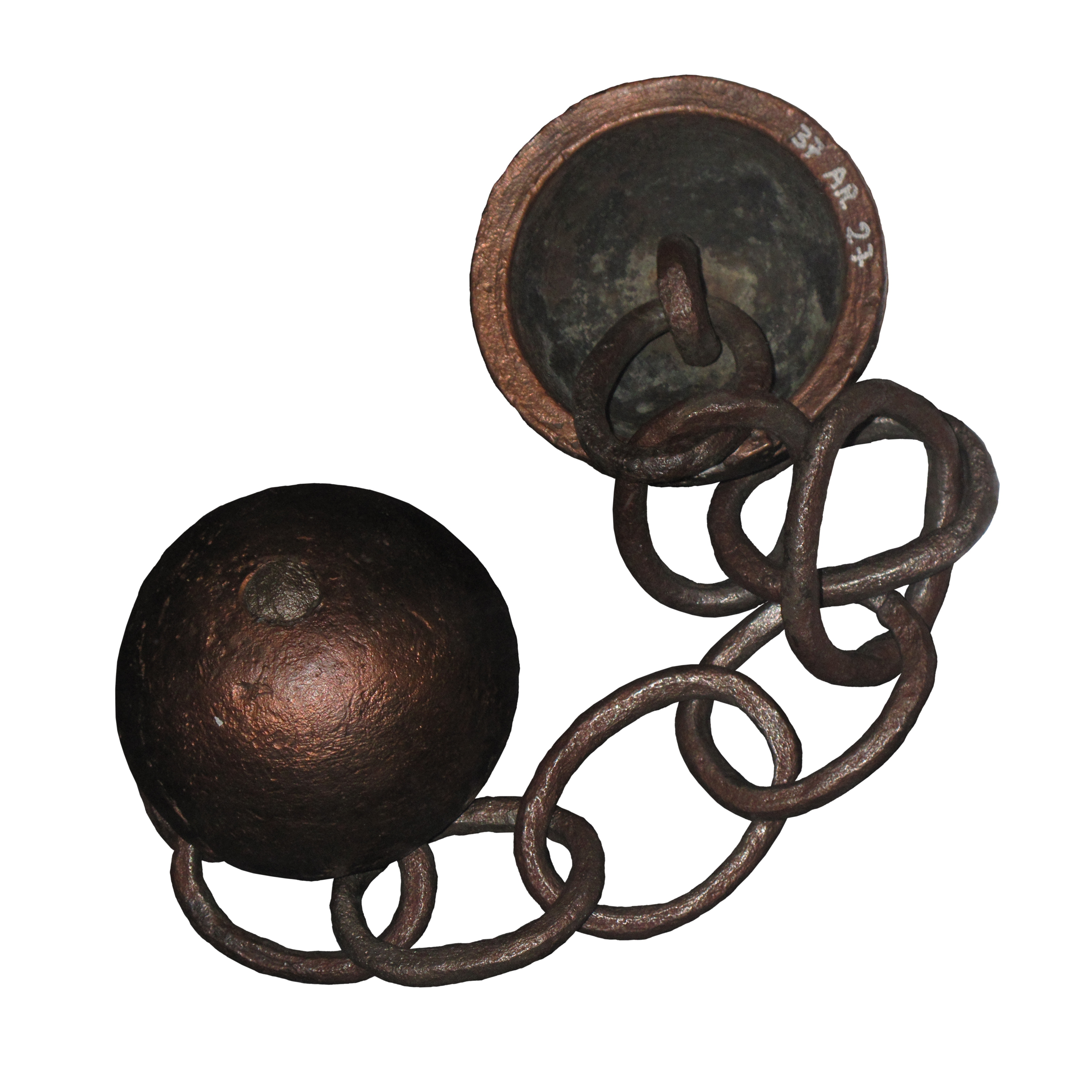
Kula łańcuchowa

Kula łańcuchowa – pocisk artylerii okrętowej przeznaczony do niszczenia takielunku nieprzyjacielskiego okrętu. Używane od XVI do XVIII wieku. 
Pocisk taki składał się z dwóch półkul lub pełnych kul połączonych kilkoma ogniwami łańcucha. Po wystrzeleniu kule oddalały się od siebie, napinając łańcuch. Trafiając w ostrzeliwaną jednostkę pocisk taki miał znacznie większe pole rażenia niż pojedyncza kula. Uszkodzenie takielunku znacznie zmniejszało manewrowość i prędkość okrętu, przez co stawał się łatwiejszym celem.
W połowie XVII wieku zapas amunicji galeonu wynosił 1040 kul lanych, 320 kul łańcuchowych i 150 innych pocisków.
W latach 80 XVIII wieku okręt angielski o 74 działach zabierał 2800 kul, 84 kule łańcuchowe i 400 innych pocisków.
Oprócz półkul połączonych łańcuchem stosowano inne konstrukcje działające na podobnej zasadzie (kule połączone prętem sztywnym lub łamanym).

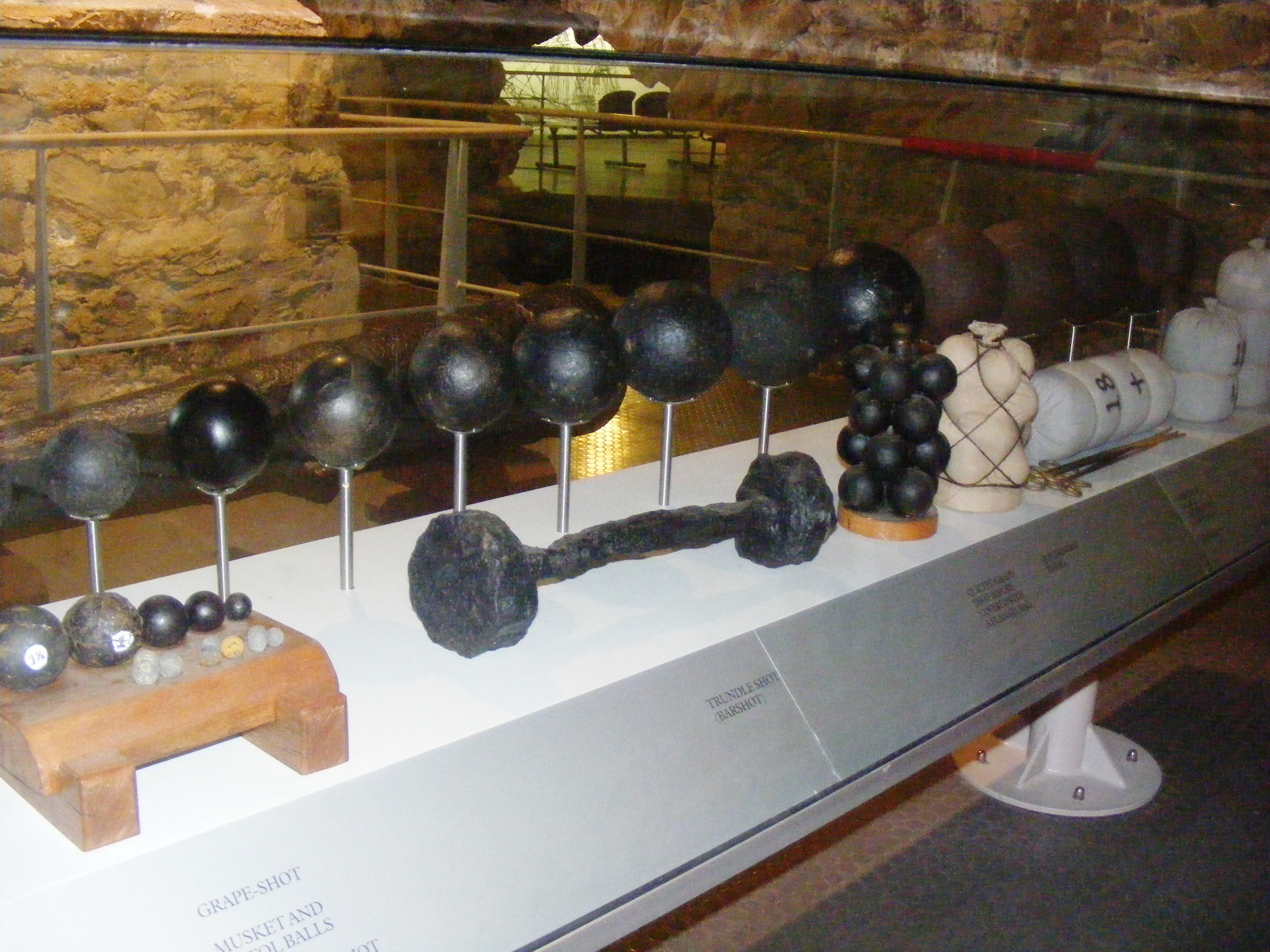
Kule połączone prętem na stałe
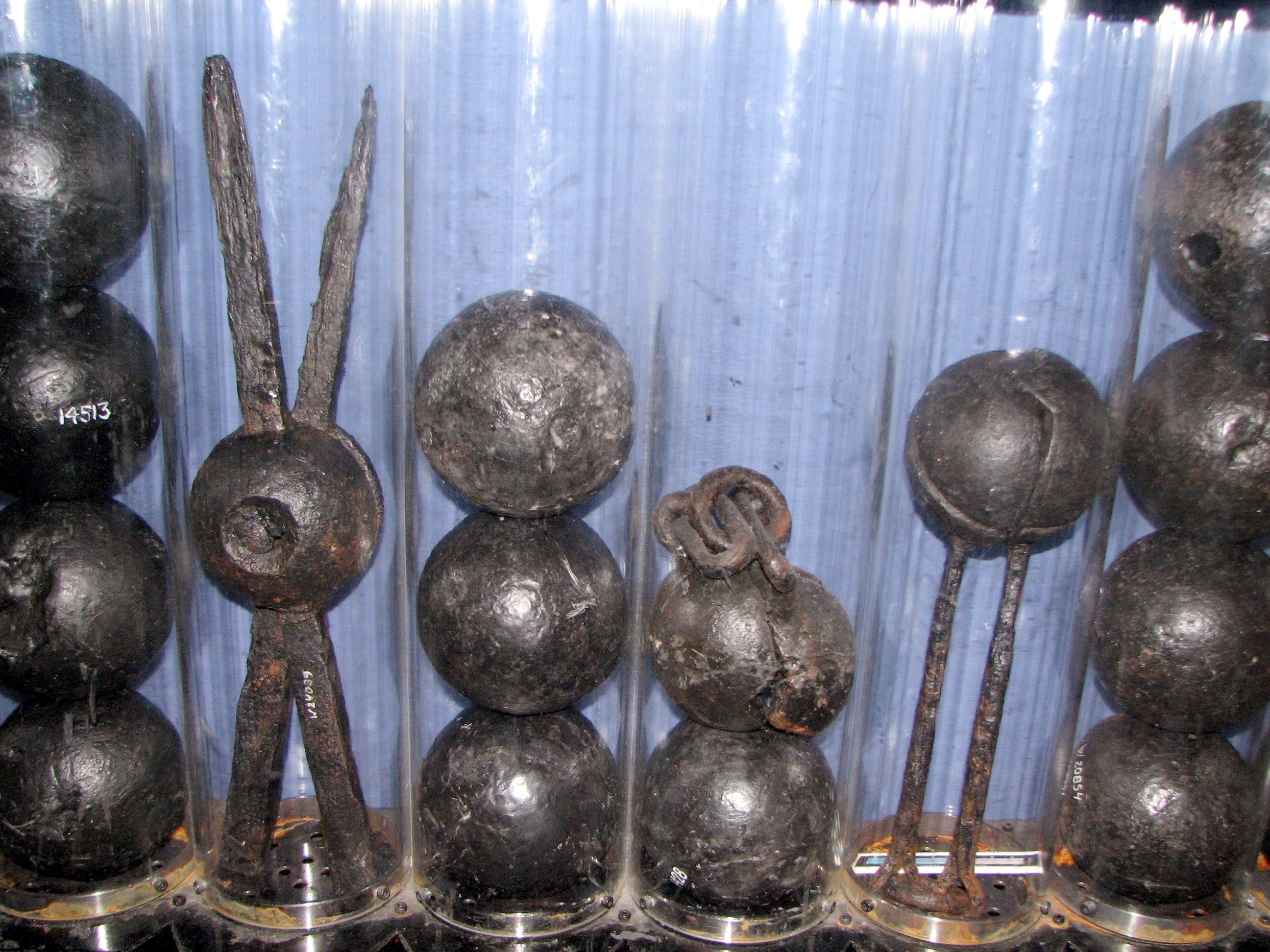
Różne rodzaje pocisków do niszczenia takielunku